# Sphallomorpha
Sphallomorpha – rodzaj chrząszczy z rodziny biegaczowatych i podrodziny Pseudomorphinae.

## Taksonomia
Rodzaj ten opisany został w 1837 roku przez Johna Obadiah Westwooda. Jest najliczniejszym w gatunki i bazalnym rodzajem swojej podrodziny.

## Biologia i ekologia
Sphallomorpha jest jedynym znanym jajorodnym rodzajem w swojej podrodzinie – pozostałe badane pod tym względem są jajożyworodne. Larwy kilku gatunków są prawdopodobnie myrmekofilne.
Chrząszcze te występują w większości na drzewach, preferując przy tym eukaliptusy o odstającej korze, pod którą mogą się ukrywać w czasie dnia. Większość gatunków zamieszkuje prześwietlone lasy, a wile siedliska raczej suche. Nieliczne natomiast spotykane są w lasach deszczowych.

## Rozprzestrzenienie
Większość gatunków jest endemitami Australii. Kilka podawanych jest z Nowej Gwinei.

## Systematyka
Do rodzaju tego należy 139 opisanych gatunków:
- Sphallomorpha aberrans Baehr, 1992
- Sphallomorpha acutangula Baehr, 1992
- Sphallomorpha albopicta Newman, 1850
- Sphallomorpha amabilis (Castelnau, 1867)
- Sphallomorpha atrata Baehr, 1993
- Sphallomorpha barbarae Baehr, 1992
- Sphallomorpha barbata Baehr, 1992
- Sphallomorpha biclavata Baehr, 1992
- Sphallomorpha bicolor (Castelnau, 1867)
- Sphallomorpha biguttata Baehr, 1992
- Sphallomorpha biplagiata (Castelnau, 1867)
- Sphallomorpha bivittata (Gestro, 1884)
- Sphallomorpha boops (Blackburn, 1888)
- Sphallomorpha brevistylia Baehr, 1992
- Sphallomorpha carinata Baehr, 1992
- Sphallomorpha carnavona Baehr, 1993
- Sphallomorpha castelnaui (Reiche, 1868)
- Sphallomorpha centralis (Macleay, 1888)
- Sphallomorpha centrolineata Baehr, 1992
- Sphallomorpha centroplagiata Baehr, 1992
- Sphallomorpha communis Baehr, 1992
- Sphallomorpha coriacea Baehr, 1992
- Sphallomorpha corrugata Baehr, 1992
- Sphallomorpha costalis Baehr, 1992
- Sphallomorpha dalesi Baehr, 1992
- Sphallomorpha darwini Baehr, 1992
- Sphallomorpha decipiens (Westwood, 1837)
- Sphallomorpha demarzi Baehr, 1993
- Sphallomorpha denisonensis (Castelnau, 1867)
- Sphallomorpha difficilis (Blackburn, 1901)
- Sphallomorpha discoidalis (Castelnau, 1867)
- Sphallomorpha distinguenda Baehr, 1992
- Sphallomorpha dixoni Baehr, 1992
- Sphallomorpha dubia (Castelnau, 1867)
- Sphallomorpha eungellae Baehr, 1993
- Sphallomorpha fallax (Westwood, 1837)
- Sphallomorpha flavicollis (Macleay, 1888)
- Sphallomorpha flavomarginata Baehr, 1992
- Sphallomorpha flavopicea Baehr, 1992
- Sphallomorpha froggatti (Macleay, 1888)
- Sphallomorpha fugax (Westwood, 1853)
- Sphallomorpha glabrata Baehr, 1992
- Sphallomorpha grandis (Castelnau, 1867)
- Sphallomorpha guttifera (Castelnau, 1867)
- Sphallomorpha guttigera (Newman, 1842)
- Sphallomorpha hermannsburgi Baehr, 1992
- Sphallomorpha hydroporoides (Westwood, 1853)
- Sphallomorpha impilosa Baehr, 1992
- Sphallomorpha incerta Baehr, 1992
- Sphallomorpha inornata Baehr, 1992
- Sphallomorpha interioris Baehr, 1992
- Sphallomorpha kurandae Baehr, 1994
- Sphallomorpha labralis Baehr, 1992
- Sphallomorpha laevigata (Castelnau, 1867)
- Sphallomorpha laevis (Castelnau, 1867)
- Sphallomorpha lata Baehr, 1992
- Sphallomorpha laticollis (Macleay, 1888)
- Sphallomorpha latiflava Baehr, 1992
- Sphallomorpha latior Baehr, 1993
- Sphallomorpha longiplagiata Baehr, 1992
- Sphallomorpha lustrans Baehr, 1992
- Sphallomorpha lyra Baehr, 1992
- Sphallomorpha macleayi (Masters, 1895)
- Sphallomorpha maculata (Newman, 1842)
- Sphallomorpha maculigera (Macleay, 1864)
- Sphallomorpha marginata (Castelnau, 1867)
- Sphallomorpha marginoides Baehr, 1992
- Sphallomorpha mastersii (Macleay, 1864)
- Sphallomorpha metallica Baehr, 1992
- Sphallomorpha meyeri Baehr, 1992
- Sphallomorpha minima Baehr, 1992
- Sphallomorpha minor Baehr, 1992
- Sphallomorpha mjoebergi Baehr, 1992
- Sphallomorpha monteithi Baehr, 1992
- Sphallomorpha moorei Baehr, 1992
- Sphallomorpha multipunctata Baehr, 1992
- Sphallomorpha multiseta Baehr, 1992
- Sphallomorpha murrayana Baehr, 1992
- Sphallomorpha nigrina Baehr, 1992
- Sphallomorpha nitiduloides Guerin, 1844
- Sphallomorpha obsoleta (Macleay, 1888)
- Sphallomorpha occidentalis (Castelnau, 1867)
- Sphallomorpha ochracea Baehr, 1992
- Sphallomorpha ovalis (Castelnau, 1867)
- Sphallomorpha parallela Baehr, 1992
- Sphallomorpha parva Baehr, 1992
- Sphallomorpha pauciseta Baehr, 2006
- Sphallomorpha pernigra Baehr, 1992
- Sphallomorpha picta (Castelnau, 1867)
- Sphallomorpha pilosa Baehr, 1992
- Sphallomorpha polita (Macleay, 1871)
- Sphallomorpha politoides Baehr, 1992
- Sphallomorpha polysetosa Baehr, 1992
- Sphallomorpha propinqua Baehr, 2002
- Sphallomorpha pumila Baehr, 1992
- Sphallomorpha punctata Baehr, 1992
- Sphallomorpha quadrata Baehr, 1992
- Sphallomorpha quadrilineata Baehr, 1992
- Sphallomorpha quadrimaculata (Macleay, 1864)
- Sphallomorpha quadriplagiata Baehr, 1992
- Sphallomorpha queenslandica Baehr, 1992
- Sphallomorpha rhomboidalis Baehr, 1992
- Sphallomorpha rockhamptonensis (Castelnau, 1867)
- Sphallomorpha ruficollis Baehr, 1992
- Sphallomorpha sculpturata Baehr, 1992
- Sphallomorpha sedlaceki Baehr, 1992
- Sphallomorpha semistriata (Castelnau, 1867)
- Sphallomorpha signata Baehr, 1992
- Sphallomorpha similata Baehr, 1992
- Sphallomorpha speciosa (Pascoe, 1866)
- Sphallomorpha spurgeoni Baehr, 1992
- Sphallomorpha sternoincisa Baehr, 1992
- Sphallomorpha storeyi Baehr, 1992
- Sphallomorpha striata (Castelnau, 1867)
- Sphallomorpha striatopunctata Baehr, 1992
- Sphallomorpha sulcata Baehr, 1992
- Sphallomorpha suturalis Germar, 1848
- Sphallomorpha suturata Baehr, 1994
- Sphallomorpha tamborinae Baehr, 1992
- Sphallomorpha tasmanica (Castelnau, 1867)
- Sphallomorpha territorialis Baehr, 1992
- Sphallomorpha thouzeti (Castelnau, 1867)
- Sphallomorpha thouzetoides Baehr, 1992
- Sphallomorpha tolgae Baehr, 1992
- Sphallomorpha torresia Baehr, 1992
- Sphallomorpha tozeria Baehr, 1992
- Sphallomorpha transversalis Baehr, 1992
- Sphallomorpha tropica Baehr, 1992
- Sphallomorpha tropicalis Baehr, 1992
- Sphallomorpha unicolor Baehr, 1992
- Sphallomorpha uniformis Baehr, 1992
- Sphallomorpha uptoni Baehr, 1992
- Sphallomorpha versicolor Baehr, 1992
- Sphallomorpha viridis Baehr, 1992
- Sphallomorpha vlineata Baehr, 1992
- Sphallomorpha weiri Baehr, 1992
- Sphallomorpha westralis Baehr, 1992
- Sphallomorpha westwoodi (Notman, 1925)
- Sphallomorpha wilgae Baehr, 1992